# Ramón Hurtado Baquedano
Ramón Hurtado Baquedano; (Santa Cruz, 1847 - Valdivia, 1918). Comerciante y político conservador chileno. Hijo de José Hurtado de Mendoza Torres y  Micaela Baquedano Castro. Contrajo matrimonio con Rosario Sotomayor, de quien enviudó (1870) y contrajo segundas nupcias con Amalia Baquedano Rodríguez, con quien tuvo seis hijos.
Realizó sus estudios en el Instituto Nacional, los cuales abandonó a las 17 años para partir a Valparaíso donde se desempeñó en labores mercantiles. Retornó a su hogar a los 23 años, a hacerse cargo de los predios agrícolas de su padre, que había fallecido (1870). Amplió los fundos de Colchagua y compró terrenos en la zona sur, cercano a Osorno y Valdivia, donde inició una empresa lechera y ganadera.
Fue miembro del Partido Conservador y fue elegido Diputado por Concepción y Lautaro (1891-1894), formando parte de la comisión permanente de Hacienda. 
Se desempeñó como gerente del Banco de Llanquihue (1901) y de la casa comercial "Hurtado & Hijos" que abrió en Valdivia (1905). Siguió con actividades tanto políticas como comerciales hasta 1915, fecha en que se retira a su fundo a vivir sus últimos años.